# Ирфан Бекюр
Ирфан Бекюр (на турски: Irfan Bekür; на македонска литературна норма: Ирфан Беќур) е северномакедонски поет, драматург и преводач, от турски произход.

## Биография
Роден е в 1954 година в Скопие, тогава в Югославия. Завършва средно образование. Работи като артист в турската драма при Театъра на народностите в Скопие. По-късно се установява да живее и работи в Дания. Член е на Дружеството на писателите на Македония от 1984 година.